# 紅牌

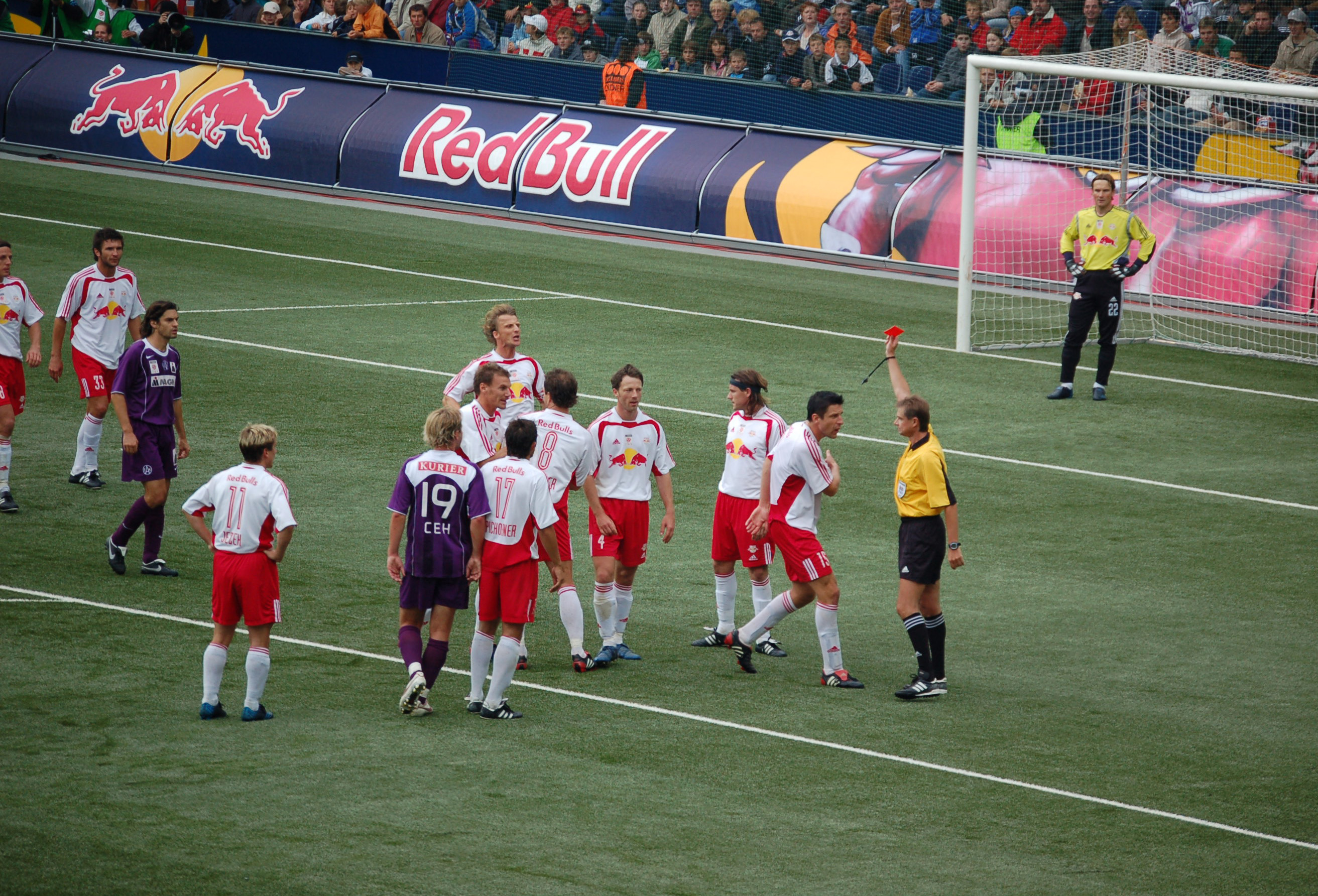
球證舉起紅牌指示犯規球員離場

紅牌（英語：Red Card）是足球、欖球、手球及曲棍球中，球員在場內所受的最嚴厲懲罰。當一名球員在上述球類運動的比賽中嚴重或多次犯規，在場球證會舉起紅牌，命令球員離場。在此情況下，被驅逐的球員將不能繼續進行餘下的賽事。在十一人足球比賽，球隊也不能用後備球員補上，需在缺人下繼續比賽；若有一方的球員被驅逐罰到場上只剩6人，會被判落敗。但在手球及五人足球等項目，被罰紅牌的球隊可於兩分鐘後以另一球員換入被逐球員。被罰下場的球員根据犯规情节的严重程度會被禁赛一场以上。
出示紅牌的情況可分為兩大類，一是球員嚴重犯規而招致球證直接出示紅牌趕出場，此情況下稱為「直紅」（Straight Red Card）；二是在足球及欖球比賽中，若球員在已被出示黃牌的情況下再度犯規，球證於第2次出示黃牌時，亦需緊接出示紅牌把該球員驅逐離場，此情況下則稱為「兩黃一紅」（Second Yellow Card），一般而言後者的停賽時期較前者短。如在英超被「直紅」則以停賽三場作爲起點，嚴重者會再加停賽場次。而「兩黃一紅」通常為停賽一場。不過國際賽無論是「直紅」或「兩黃一紅」都是停賽一場，除非是非常嚴重的犯規則交由洲際足協（洲際盃賽，如歐洲的歐洲國家盃）或國際足協（世界盃）裁決。
在香港，由於紅牌無論顔色與形狀都與俗稱「利是封」的紅包相似，因此近年有時候也稱呼紅牌為「利是封」，亦因此引申出拿紅牌者為「開年」。而因香港人俗稱違例泊車的告票為「牛肉乾」，故領紅牌亦會被稱為「食牛肉乾」。在中国大陆则会戏称红牌为“红宝石卡”，对应地，黄牌被称为“黄宝石卡”。
在近年電視直播的足球賽事當中，只要其中一個球員被紅牌趕出場，電視中的計分牌會在其代表的球隊上方加上一個紅色格來代表該隊正打少一人。如A隊和B隊比賽，當A隊球員被球證紅牌趕出場後，電視中的計分牌會在A隊上方加上紅色格，B隊球員領紅亦會同樣在B隊上方顯示紅色格。因此，只要該隊領了多少張紅牌就會顯示多少紅色格。

## 沿革
黃牌及紅牌由英格蘭裁判员肯·阿斯顿（前國際足協裁判员委員會主席）創立。1966年世界杯舉行期間，當時英格蘭球員積查爾頓閱報才得知自己在對阿根廷的八強賽事中被記名警告，於是向世界杯委員會查問。被此事困擾的雅斯頓從溫布萊球場駕車回家途中，偶然發現交通燈的紅色和黃色燈號，可以應用在球場上，作為向球員及觀眾清楚表示球員被記名警告或被逐出場的標記。
雅斯頓於是向國際足協建議訂立紅黃牌制度，並於1970年世界杯開始廣泛使用。在此之前，裁判员僅口頭告知球員已被記名或逐出場。黃牌及紅牌可免除語言誤會，更清楚的執行原有的警告及驅逐離場條例，然而黃牌及紅牌直到1992年才正式立例成為足球比賽的裁判员指定裝備。

## 適用範圍
根據國際足協的賽例，如果球員違反下列6種犯規中的任何一種，將被球證直接出示紅牌驅逐離場（离开裁判视线）：
1. 嚴重犯規[3]
2. 暴力行為（包括暴力报复实行暴力犯规球员的行为）
3. 向其他人吐唾沫
4. 非守門員的球員用手故意破壞對方的入球或明顯的入球機會
  - 守门员如果在禁区外手球犯规也会被红牌下场。
5. 用可判為自由球的犯規，破壞對方向己方球門移動著的明顯入球機會（單刀從後攔截為其中之一）
  - 若有關行為發生在己方的禁區內，以前是會直紅兼判罰十二碼（俗稱「全餐」或「红点套餐」）。但從2018年起，則只會被罰黃牌和十二碼，而不會判「全餐」[來源請求]。
6. 使用無禮或侮辱性的語言或動作

而球員在同一場比賽中被球證出示第2次黃牌處罰時，球證亦必須緊接出示紅牌把該球員驅逐，此情況下稱為「兩黃一紅」。如果被驅逐的球員是守門員，規則允許本方場上另一名隊員去擔任守門員，不過只要條件允許（換人名額沒有用盡等），一般球隊都會用後備守門員換下場上一名隊員的辦法來補上守門員。後備席上的球員亦可被出示紅牌趕出場，此情況下將與其他場內被驅逐的球員無異，必須返回更衣室。根據賽例，球員如被出示紅牌罰令出場，若屬「技術犯規」將會被停賽1場作為處分；但若是不君子行為，會以3場作為量刑起點。
教练或助理教练违规时，同样可以被裁判出示红牌，教练或助理教练被红牌处罚后，将被強制坐上看台，并且不得再在本场赛事余下时间的比赛进行临场指挥。如果教练被趕上看台，教练的指挥意图将通过助理教练传达给在场球员；如果教练和助理教练都被趕上看台，那么教练组将无法临场指挥球队，由球队队长通过开赛前或中场休息时教练布置的作战意图进行主持。而著名教頭和也曾經多次被紅牌處罰。一般情况下，该名被处罚教练或助理教练还将在本系列比赛上停止临场指挥一场，即下一场比赛也只能坐在看台上。犯规严重的，还将追加比赛场次的处罚。
從2015年開始，紅黃牌成為以抽籤或隊伍排名之前的最後一項排名準則。從2016年歐洲杯開始適用這項規則。然而兩隊或者多隊比到這一項才能比較排名的情形很少發生。

## 其他運動的適用情況
除足球外，一些球類運動如手球、欖球、曲棍球等皆有使用紅牌罰則。

## 另見
- 沒收比賽
- 黃牌、紅牌
- 比賽造假